# 名古屋市立新郊中学校
名古屋市立新郊中学校（なごやしりつ しんこうちゅうがっこう）は、名古屋市南区呼続四丁目にある公立中学校。

## 沿革
- 1947年（昭和22年）4月 - 南区霞町21番地の名古屋市立第三商業高等学校において創立[1]。
- 1949年（昭和24年） - 現校地に校舎が成立[2]。
- 1951年（昭和26年） - 分校が設立される[2]。
- 1952年（昭和27年）7月1日 - 分校が名古屋市立桜田中学校として独立した[1]。
- 1978年（昭和53年）5月1日 - 校舎が全て竣工し、2023年現在の校舎配置ができあがる。その後、コンピュータルーム、スクールランチルームが順次設置され、教育施設が充実した[1]。
- 1997年（平成9年）11月1日 - 創立50周年を迎えたことを記念して、50周年記念式典を挙行した[1]。
- 2023年（令和5年）5月11日 - 創立75周年を迎えたことを記念して、創立75周年記念碑除幕式を挙行した[1]。

## 校歌
- 作詞：吉沢義則
- 作曲：信時潔
  - 上記2名の著名な人物に依頼できたのは、2代目PTA会長の尽力によるという[2]。

## 部活動
2023年（令和5年度）の部活動として、以下の部活動が行われている。
- 野球部 - 一時は部員不足により他校と合同チームを組んだ時期もあったという。
- サッカー部
- バレーボール部
- 卓球部
- 吹奏楽部 - コロナ禍以前は強豪であった。
- JRC（園芸）部
- ソフトボール部

## 通学区域
- 名古屋市立呼続小学校および名古屋市立大磯小学校学区をその通学区域としている[4]。

## 交通
- 学校公式サイトでは、以下の手段によるアクセスを案内している[5]。
  - 名古屋市営地下鉄桜通線 桜本町駅3番出口より600m
  - 名鉄名古屋本線 桜駅より300m
  - 名古屋市営バス基幹バス「千竈通二丁目」停留所より800m

## 著名な出身者
- 大橋隆之（ハンドボール選手）
- 早川伸吾（お笑い芸人、たけし軍団）
- 柳家緑也（落語家）